# Hooggebergteklimaat
Het hooggebergteklimaat is het EH-klimaat in de klimaatclassificatie van Köppen. Het valt onder het poolklimaat of E-klimaat. Niet alle klimatologen zijn van mening dat het hooggebergteklimaat als een apart klimaat gezien moet worden en voegen het bij het toendraklimaat (ET). Anderen plaatsen het hooggebergteklimaat juist weer los van het E-klimaat en noemen het het H-klimaat.
Het hooggebergteklimaat komt voor in hooggebergten, zoals de Alpen en de Himalaya. Het is er het hele jaar ijskoud en de grond is er vaak het hele jaar bevroren (permafrost). De temperatuur ligt er altijd onder de 10 °C.
Dit klimaattype kent veel neerslag, voornamelijk in de vorm van hagel of sneeuw. Tevens zijn de temperatuurverschillen vaak zeer groot (afhankelijk van de tijd en het weer), waarbij zich ook inversie kan voordoen. Dit onderscheidt het EH-klimaat van het ET- en EF-klimaat, en maakt het ook zeer verraderlijk, zelfs in de zomer. Een bergwandeling in een vriendelijk zonnetje kan ontaarden in een nachtmerrie als het weer plotseling omslaat en de temperatuur tot beneden het vriespunt daalt.